# 현충사

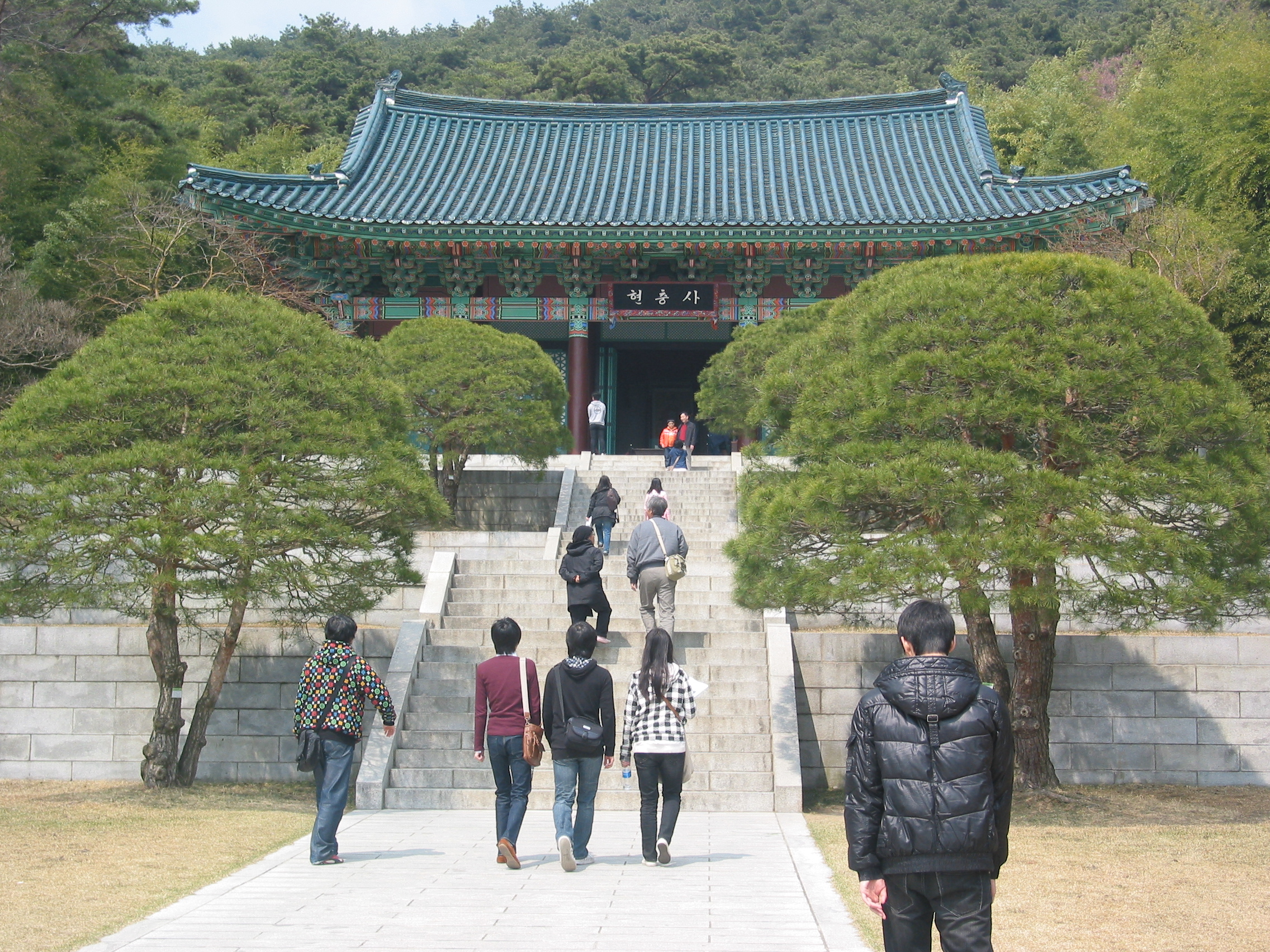
현충사 본전

현충사(顯忠祠)는 충청남도 아산시 염치읍 백암리에 있는 충무공(李忠武公) 이순신의 영정(影幀)을 갖춘 사당이다. 별칭으로 '아산 이충무공 유허(牙山 李忠武公 遺虛)'라고도 한다.

## 개요
1592에 발발한 임진왜란이 끝난 해인 1598년 노량해전에서 이순신이 전사(戰死)하자 충무공의 호국 정신과 애민 정신을 계승하기 위해 유생(儒生)들이 조선 조정에 건의를 했고, 조선 숙종 32년(1706)에 숙종의 어명으로 지금의 자리에 사당을 짓고 이순신·이완·이봉상 3위를 갖추었다.

### 수난 및 태동기
1863년 흥선대원군이 어린 고종을 대신해 국왕 섭정을 하면서 내린 전국의 서원 철폐령으로 한 때 존폐 위기에 처했다. 이에 유생들이 이순신의 업적을 모독하지 말라며 반대했지만 결국 흥선대원군의 명으로 폐지됐다.
1910년 일제강점기 때는 조선총독부의 압박으로 또 한 번 존폐위기와 수난을 당하기도 하였고 여기에 일본인이 이순신 묘소 및 현충사를 위탁 관리한다는 사실이 알려지면서 1932년 동아일보사의 주관으로 열린 현충사 복원 모금운동 때 모은 성금으로 현재의 모습으로 재건하여 충무공의 영정을 갖추었다.
해방 이후인 1963년에는 박정희 대통령의 지시에 따라 현충사의 구역을 확장하고 숙종 때 세웠다는 옛 본전을 대신하여 새로운 본전을 신축해 이순신의 영정을 옮겼다.

#### 이순신 유적지 보존과 이순신 후손의 빚 청산
1930년초 이순신 가문의 개인적인 빚으로 이순신 사당의 위토가 일본인 투기꾼에게 넘어가게 됐다는 소식을 접하자 조선인 사회운동가 윤치호는 즉각 이순신 사당 위토 매입을 위한 모금운동을 선언한다. 윤치호가 이순신 후손의 빚을 대신 갚아주겠다고 나서자 남궁 억, 한용운, 김성수, 정인보, 김병로, 조만식, 송진우, 안재홍, 홍명희, 허헌 등이 즉각 동참을 선언했다.
이순신 종손가의 살림이 점점 영세해지면서 돈을 빌려 쓰다가 1300원의 빚을 지게 됐고 그 이자까지 총 2100원에 이르게 됐다. 1930년 9월 채권자였던 동일은행은 여러 번 빚 갚을 것을 독촉하고 그 해 5월 말일까지 갚지 않으면 위토 60두락(斗落)을 경매에 처분하겠다고 나선 것이다. 일본인 경매자가 가장 비싼 돈을 제기했고, 이순신 유적지가 일본인의 손에 넘어갈 위기에 처하자 그는 송진우, 정인보, 김성수, 최남선 등에게 연락하여 이 일만큼은 막아야 된다고 호소하였다.
이같은 사실이 언론에 의해 국민에 알려지면서 1931년 5월 26일 충무공유적보존회가 결성됐고 윤치호는 충무공유적보존회 위원장에 선임되었다. 전국 각지에서 2만 여명이 모금운동에 참여해 1만6021원의 성금이 모아졌다. 윤치호 위원장을 포함해 남궁 억, 한용운, 정인보 등 15명의 위원으로 구성된 충무공유적보존회는 성금으로 종손가의 채무 청산과 함께 현충사를 중건하고 위토를 추가 매입했다. 이순신 유적지와 현충사의 위토가 일본인의 손에 들어가는 것은 가까스로 막아낼 수 있었다. 그러나 이순신 유족의 빚을 대신 갚는 일을 주도한 혐의로 그는 불령선인의 거두로 지목되어 내사를 당하게 된다.

## 특징
이순신의 애국 충렬정신을 기리기 위해 세운 이 사당에는 장검 2자루와 옥로(玉鷺) 1구(具), '난중일기(亂中日記)' 등 유물이 보존되어 있으며, 이 일대를 성역(聖域)으로 지정, 보호하고 있다.

## 관리 및 운영
현재 문화재청 산하 현충사관리소가 운영하고 있으며 어른 500원 어린이 300원으로 받았으나 2012년부터 무료로 개방하고 있다. 매주 월요일은 휴관한다.
(1968년 당시에는 "충청남도조례제355호"에 의해 어른은 30원 학생및 군인은 20원을 징수했다.)

### 관람시간
09:00~18:00 하절기(3월-10월)

09:00~17:00 동절기(11월-2월)
관람종료 1시간 전까지 입장이 가능하다. 단 반려견은 입장이 불가하다.

## 시설

### 본전(本殿)
1967년에 신축된 본전으로 전통 한옥으로 만들어진 곳이며 이순신 영정이 걸려 있다. 참고로 본전에 내걸린 현판의 글씨는 박정희 대통령의 친필이다.

### 옛 본전

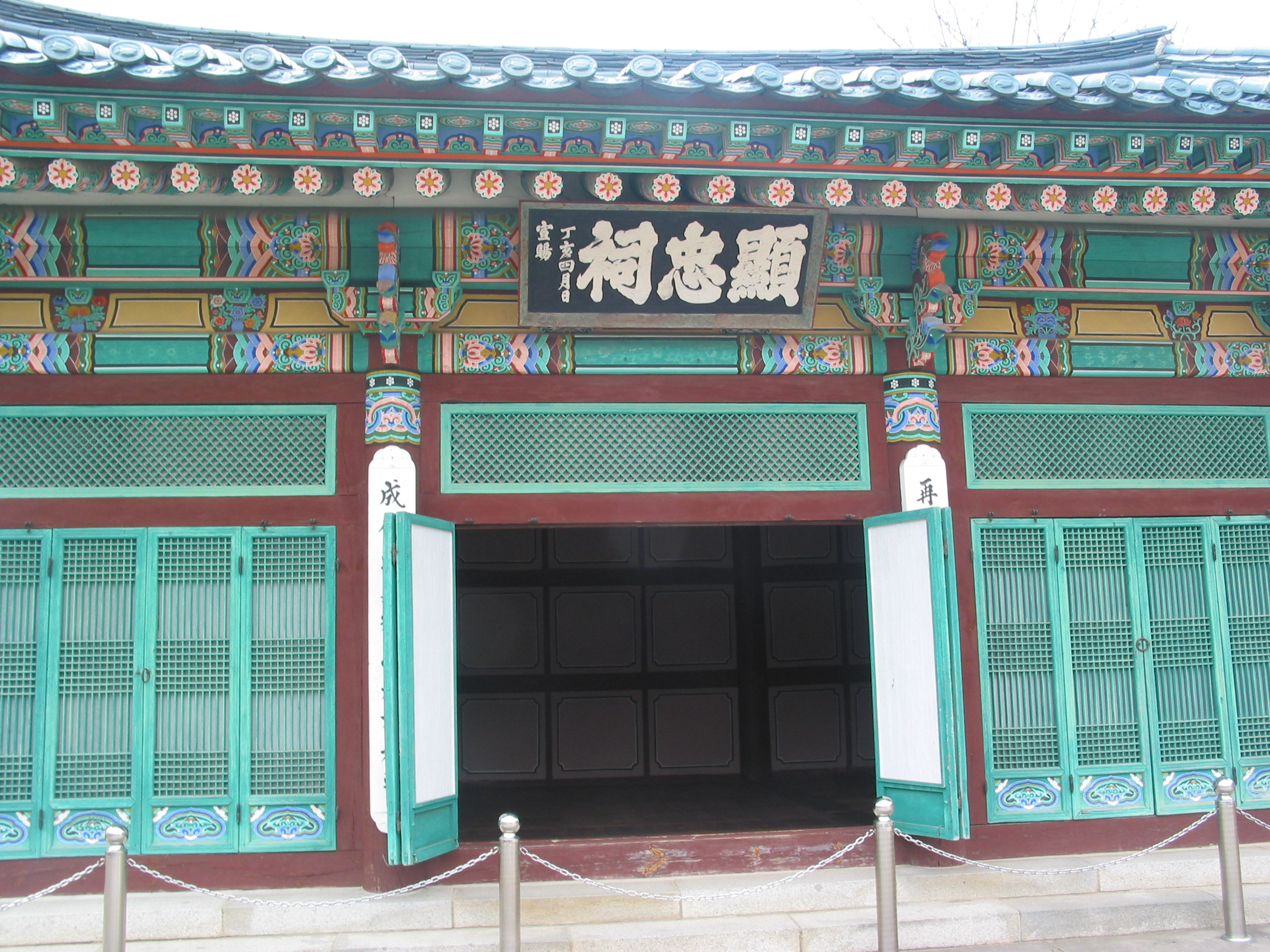
현충사 옛 본전. 숙종의 현판이 걸려있다.

1706년에 만들어진 옛 본전으로 현재의 본전과는 달리 역사적으로 오래된 건물이며 숙종이 직접 하사했다는 현판이 그대로 걸려 있다. 1967년 지금의 본전이 신축되면서 현재는 전시보존상으로 일반에 공개하고 있다.

### 고택(古宅)
이순신이 젊었던 시절 때 살았던 집으로 원래는 이순신의 처(妻)가 살던 곳이었다. 현재는 전시보존상으로 존치해 있으며 우물가인 충무정(忠武井)이 있다.

### 연못
현충사 경내에 있는 인공 연못으로 현충사 구역 확장 때 조성된 곳이다.

### 이순신 기념관
2011년 4월 28일 이순신탄신일을 기념하여 개관하게 된 곳으로 이순신의 업적과 당시 사용했던 유물들을 전시하는 곳이다.

## 사건사고
1970년 10월 14일 아산시(당시 아산군) 현충사에 수학여행을 다녀오던 서울 경서중학교 3학년 학생 77명을 태운 전세버스가 모산역(현 배방역) 북쪽에 위치한 이내 건널목을 지나던 중 서울발 장항행 열차에 버스 왼쪽을 들이받힌 채 약 80여 미터 가량 밀려가면서 연료통이 폭발해 불길에 휩싸여 학생 45명과 운전기사가 그 자리에서 숨지고 30명이 중상을 입었으며, 2명만 피해를 입지 않았다. 경서 중학교는 사고 여파로 5일 동안 휴교 조치를 내렸으며, 교장 등 4명의 교직원이 파면되고 8명이 해임 처분을 받았다.

## 같이 보기
- 현충사관리소
- 이순신
- 임진왜란
- 이완
- 이백록
- 윤치호
- 동아일보
- 아산 성웅 이순신 축제